# Mistrovství Československa jednotlivců na klasické ploché dráze 1977
Mistrovství Československa jednotlivců na klasické ploché dráze 1977 bylo tvořeno 8 závody.

## Závody
Z1 = Liberec - 2. 4. 1977
Z2 = Čakovice - 3. 4. 1977
Z3 = Praha - 18. 6. 1977
Z4 = Pardubice - 19. 6. 1977
Z5 = Slaný - 16. 7. 1977
Z6 = Liberec - 17. 7. 1977
Z7 = Žarnovica - 30. 8. 1977
Z8 = Zohor - 31. 8. 1977

## Celkové výsledky
| Pořadí | Jméno              | Klub              | Body | Body celkem |
| ------ | ------------------ | ----------------- | ---- | ----------- |
| 1.     | Jiří Štancl        | Rudá hvězda Praha |      | 90          |
| 2.     | Václav Verner      | Rudá hvězda Praha |      | 79          |
| 3.     | Jan Verner         | Rudá hvězda Praha |      | 76          |
| 4.     | Aleš Dryml         | Slaný             |      | 67          |
| 5.     | Petr Ondrašík      | Rudá hvězda Praha |      | 61          |
| 6.     | Zdeněk Kudrna      | Rudá hvězda Praha |      | 57          |
| 7.     | Jan Hádek          | Plzeň             |      | 56          |
| 8.     | Josef Minařík      | Slaný             |      | 50          |
| 9.     | Jiří Jirout        | Pardubice         |      | 46          |
| 10.    | Petr Kučera        | Pardubice         |      | 44          |
| 16.    | Evžen Erban        | Pardubice         |      | 41          |
| 12.    | Emil Sova          | Pardubice         |      | 35          |
| 13.    | Karel Voborník     | Slaný             |      | 33          |
| 14.    | Jindřich Dominik   | Plzeň             |      | 31          |
| 15.    | Jiří Svoboda       | Rudá hvězda Praha |      | 25          |
| 16.    | Luboš Tomíček      | Rudá hvězda Praha |      | 23          |
| 17.    | Jan Klokočka       | Slaný             |      | 23          |
| 18.    | Václav Hejl        | Plzeň             |      | 18          |
| 19.    | Jaroslav Hauptmann | Plzeň             |      | 2           |
| 20.    | Miroslav Rosůlek   | Slaný             |      | 1           |

Body
1. místo – 20 bodů
2. místo – 17 bodů
3. místo – 15 bodů
4. místo – 13 bodů
5. místo – 11 bodů
6. místo – 10 bodů
7. místo – 9 bodů
8. místo – 8 bodů
9. místo – 7 bodů
10. místo – 6 bodů
11. místo - 5 bodů
12. místo - 4 body
13. místo - 3 body
14. místo - 2 body
15. místo - 1 bod
Započítávalo se 6 nejlepších výsledků.